# Богдан (казнац)
Богдан (умро после 1363) је био српски казнац у доба владавине Уроша V (1355-1371).

## Биографија
Богдан се спомиње у два историјска извора. Један је натпис пронађен у нишком граду из кога се види да је Ненад, син казнаца Богдана, подигао Копријан. Други податак потиче из повеље којом се регулише замена жупе Звечан за Брвеник између великог кнеза Војислава Војиновића и челника Мусе. Повеља је издата на јесен 1363. године. Казнац Богдан се помиње у повељи као владар села Глушце у Брвеничкој жупи. Исто село је имао у свом поседу извесни Белобрадић. Вероватно је село било подељено између два пронијара. Није позната даља судбина Богданова, нити да ли је доживео владавину кнеза Лазара. Богданово село је прешло у руке челника Мусе те је и сам Богдан био његов вазал. Богданов син Ненад био је у Лазаревој служби.